# Baikui
Baikui (kinesiska: 白奎, 白奎镇) är en köping i Kina. Den ligger i provinsen Heilongjiang, i den nordöstra delen av landet, omkring 74 kilometer norr om provinshuvudstaden Harbin. Antalet invånare är 29 684. Befolkningen består av 14 636 kvinnor och 15 048 män. Barn under 15 år utgör 12,0 %, vuxna 15-64 år 80 %, och äldre över 65 år 6,0 %.
Runt Baikui är det ganska tätbefolkat, med 185 invånare per kvadratkilometer. Närmaste större samhälle är Baoshan, 19,2 km norr om Baikui. Trakten runt Baikui består till största delen av jordbruksmark.
Genomsnittlig årsnederbörd är 854 millimeter. Den regnigaste månaden är juli, med i genomsnitt 192 mm nederbörd, och den torraste är januari, med 8 mm nederbörd.